# Љубавни санс
„Љубавни санс” је југословенски ТВ филм из 1967. године. Режирао га је Небојша Комадина а сценарио је написао Александар Поповић.

## Улоге
| Глумац                     | Улога |
| -------------------------- | ----- |
| Бранка Митић               |       |
| Ружица Сокић               |       |
| Властимир Ђуза Стојиљковић |       |